# کونسوئلو تورتا
کونسوئلو تورتا (ایتالیایی: Consuelo Turetta؛ زادهٔ ۷ سپتامبر ۱۹۶۱) بازیکن زن والیبال ساحلی اهل ایتالیا بود. وی در بازی‌های المپیک تابستانی ۱۹۹۶ شرکت کرده‌است.